# Supercopa espanyola d'hoquei sobre patins en línia femenina
La Supercopa espanyola d'hoquei sobre patins en línia femenina (en castellà: Supercopa de España de hockey línea) és una competició esportiva de clubs espanyols d'hoquei sobre patins en hoquei línia, creada la temporada 2021-22. De caràcter anual, està organitzada per la Real Federació Espanyola de Patinatge i se celebra al principi de la temporada. Hi participen quatre equips, el campió de la Lliga Élite i de la Copa de la Reina de la temporada anterior, o subcampió en el cas de ser el mateix equip, el subcampió de Lliga i l'equip organitzador de la competició. Es disputa en format de final a quatre on l'equip vencedor queda proclamat campió de la Supercopa.

## Historial
|            | Campió de la Lliga Élite      |
|            | Campió de la Copa de la Reina |
| En negreta | Equip guanyador               |
| (1)        | Nombre de títols              |
| (pro.)     | Pròrroga / Gol d'or           |
| (p.)       | Penals                        |

| Edició | Temp.   | Data       | Campió                  | Resultat | Subcampió            | Seu                               | refs  |
| ------ | ------- | ---------- | ----------------------- | -------- | -------------------- | --------------------------------- | ----- |
| I      | 2021-22 | 26-09-2021 | CPLV Munia Panteras (1) | 1-0      | Tres Cantos PC       | Centre de Patinatge, Las Rozas    | [ 2 ] |
| II     | 2022-23 | 04-09-2022 | HC Rubí Cent Patins (1) | 3-0      | SAB Tucans Vitaldent | Pavelló Laura Oter, Tres Cantos   | [ 3 ] |
| III    | 2023-24 | 10-09-2023 | CPLV Munia Panteras (2) | 3-1      | HC Rubí Cent Patins  | Poliesportiu Francesc Calvo, Rubí | [ 4 ] |

## Palmarès
| Equip                             | Campió | Subcampió | Finals | Anys campió      | Anys subcampió |
| --------------------------------- | ------ | --------- | ------ | ---------------- | -------------- |
| Club Patinaje en Línea Valladolid | 2      | 0         | 1      | 2021-22, 2022-23 | —              |
| Hoquei Club Rubí Cent Patins      | 1      | 1         | 2      | 2022-23          | 2022-23        |
| Tres Cantos Patin Club            | 0      | 1         | 1      | —                | 2021-22        |
| Associació Hoquei Línia Tucans    | 0      | 1         | 1      | —                | 2022-23        |